# Кислянка (Днепропетровская область)
Кисля́нка (укр. Кислянка) — село в Синельниковском районе Днепропетровской области Украины. Является административным центром Кислянского сельского совета, в который, кроме того, входят сёла Каменоватка, Надеждовка и Хорошево.
Код КОАТУУ — 1224882501. Население по переписи 2001 года составляло 544 человека.

## Географическое положение
Село Кислянка находится на правом берегу реки Татарка, выше по течению примыкает село Вольное, ниже по течению на расстоянии в 1,5 км расположены сёла Надеждовка и Каменоватка, на противоположном берегу — село Хорошево. Река в этом месте пересыхает, на неё сделано несколько запруд.
Через село проходит автомобильная дорога Т-0425.

## История
- Село основано в начале XIX века.
- 1917 год — село Елизаветовка переименовано в село Кислянка.

## Экономика
- ЧП «Новоженов».
- СПМК-541.

## Объекты социальной сферы
- Школа.
- Детский сад.
- Амбулатория.
- Дом культуры.

## Достопримечательности
- Братская могила советских воинов.
- Музей этнографии и старинного быта.

## Известные люди
- Иван Иванович Резниченко (1916—1983) — Герой Советского Союза, родился в селе Кислянка.